# Don Mosebar
Donald Howard Mosebar (Yakima, 11 settembre 1961) è un ex giocatore di football americano statunitense che ha militato nel ruolo di centro nella National Football League (NFL).

## Carriera
Al college Mosebar giocò a football a USC venendo premiato come All-American. Fu scelto dai Los Angeles Raiders nel corso del primo giro (26º assoluto) del Draft NFL 1983. Fu selezionato una posizione prima del futuro Hall of Famer Dan Marino. (Il dirigente della squadra Ron Wolf disse: "Tuttora lo chiamo 'Dan'—Dan Mosebar—perché abbiamo fatto un grosso errore su Marino e lui lo sa.") Mosebar divenne immediatamente la guardia destra titolare per due stagioni, prima di prendere il posto del veterano Dave Dalby al momento del ritiro. Fu solamente il terzo centro della storia della franchigia: Dalby aveva ereditato il ruolo da Jim Otto, che era stato il centro della squadra sin dalla sua fondazione nel 1960.
Nel periodo 1986–1994, i Raiders raggiunsero i playoff tre volte, nel 1990, 1991 e 1993, con Art Shell come capo-allenatore. In carriera Mosebar fu convocato per tre Pro Bowl (1986, 1990 e 1991) e inserito nella formazione ideale della stagione All-Pro nel 1991. Con Steve Wisniewski (1989–2001) alla sua sinistra e Max Montoya (1990–1994) alla sua destra, Mosebar formò un trio di formidabili bloccatori che complessivamente furono convocati per nove Pro Bowl in cinque stagioni quando giocarono insieme (1990–1994).
Nel 1990, la seconda stagione come allenatore di Shell come allenatore e la prima completa, con Jay Schroeder come quarterback titolare, Los Angeles segnò 337 punti (21,1 points/game), il tredicesimo risultato della NFL, e chiuse con un record di 12–4, vincendo il titolo di division. I Raiders avevano battuto i Cincinnati Bengals nel 14º turno con 185 yard corse e li ritrovarono nel divisional round dei playoff. Ancora una volta, Mosebar, Wisniewski e Montoya, con i tackle Rory Graves e Steve Wright, sovrastarono i Bengals sulle corse, questa volta con 235 yard. In quella partita, Bo Jackson subì l'infortunio che pose fine alla sua carriera. Senza Jackson, e incapaci di trovare le contromisure per il prolifico attacco dei Buffalo Bills, i Raiders persero per 51–3 la finale della AFC.
Nel 1991 Los Angeles segnò 298 punti e chiuse con un bilancio di 9–7 record, terza nella AFC West, ma sufficiente per una wild card nei playoff, dove affrontò i Kansas City Chiefs, in una gara che i Raiders persero con l'inesperto Todd Marinovich come quarterback.
Nel 1994, Los Angeles rimase fuori dai playoff con un record di 7–9 ma si rifece l'anno seguente con Jeff Hostetler come quarterback titolare, segnando 306 punti (19,1 a partita), e terminando con un record di 10–6, seconda nella AFC West, affrontando i Denver Broncos nel primo turno di playoff. Con la stessa linea interna dei playoff 1990-91, ma con due nuovi tackle, Gerald Perry e Bruce Wilkerson, i Raiders batterono i Broncos con 427 yard guadagnate in attacco ma persero nuovamente contro i Bills la settimana successiva.
Nel 1994, l'ultima stagione di Mosebar, i Raiders mancarono i playoff. Nel 1995, l'anno in cui la franchigia fece ritorno a Oakland, dopo avere iniziato come titolare ogni gara dal 1990 al 1994, Mosebar subì un infortunio che pose fine alla sua carriera durante il training camp, finendo con l'avere asportata la pupilla sinistra. Dal 1960 al 1994 (35 anni), i Raiders schierarono solamente 3 centri titolari: Mosebar, Dalby e l'Hall of Famer Jim Otto. Nel 1995 il posto di Mosebar fu preso da Dan Turk.

## Palmarès

### Franchigia
- Super Bowl : 1

Los Angeles Raiders: XVIII
- American Football Conference Championship: 1

Los Angeles Raiders: 1983

### Individuale
- Convocazioni al Pro Bowl: 3

1986, 1990, 1991
- First-team All-Pro: 1

1991